# Bonneuil (Charente)
Bonneuil ist eine südwestfranzösische Gemeinde mit 248 Einwohnern (Stand: 1. Januar 2022) im Département Charente im Süden der Region Nouvelle-Aquitaine; sie gehört zum Arrondissement Cognac und (seit März 2015) zum Kanton Charente-Champagne.

## Lage
Die Gemeinde liegt etwa sieben Kilometer westlich von Châteauneuf-sur-Charente, 8 km südöstlich von Segonzac, 14 km nordöstlich von Archiac, etwa 20 km südöstlich von Cognac und rund 24 km westlich von Angoulême.
Nachbargemeinden sind Bouteville im Norden, Bellevigne im Süden und Osten, Lignières-Ambleville im Südwesten und Saint-Preuil im Nordwesten.
Das Gemeindegebiet umfasst neben der an der D 699 gelegenen, nur kleinen Hauptsiedlung mit der Kirche und dem Bürgermeisteramt zahlreiche kleine Weiler und Einzelgehöfte, darunter le Montet, la Bergère, le Maine Fayat chez Biret, chez Ballan, chez Maroux, le Maine Panetier, das Logis de Flaville 1,2 km westnordwestlich des Ortszentrums und le Maine Androux. Außerdem gehört auch das Schloss Le Breuil etwa 1,2 km westsüdwestlich des Ortszentrums zur Gemeinde.
Das Gemeindegebiet wird von der Route départementale 699 durchquert, die von Jonzac und Archiac im Südwesten über Châteauneuf-sur-Charente nach Angoulême im Nordosten verläuft.

## Ortsname
Der heutige Ortsname entwickelte sich von Bonelum (um 800 v. Chr.) über Bonolio um 1100 und Bono Oculo um 1150. Der Name, ursprünglich wohl Bonoialos, geht zurück auf den gallischen Personennamen Bonos oder Bonus oder auf das lateinische Adjektiv bonus (gut), mit dem gallischen Suffix ialo („Feld“, „Lichtung“), was somit entweder „Feld des Bonos“ oder „gutes Feld“ bedeuten würde.

## Bevölkerungsentwicklung
Bei der ersten Volkszählung in Frankreich im Jahre 1793 hatte der Ort 591 Einwohner, und 1831 wurde mit 631 Personen der historische Höchststand erreicht. Seit dem vierten Quartal des 19. Jahrhunderts sinkt die Einwohnerzahl jedoch nahezu kontinuierlich.
| Jahr                       | 1962 | 1968 | 1975 | 1982 | 1990 | 1999 | 2006 | 2017 |
| Einwohner                  | 362  | 373  | 345  | 302  | 245  | 248  | 247  | 260  |
| Quellen: Cassini und INSEE |      |      |      |      |      |      |      |      |

## Wirtschaft
Der Anbau von Getreide, Gemüse und Sonnenblumen und vor allem der Weinbau dominieren das örtliche Wirtschaftsleben. Das Gemeindegebiet gehört zur Großlage (Crus) der „Grande Champagne“ innerhalb des großen Anbaugebiets der Cognac-Weine.

## Sehenswürdigkeiten

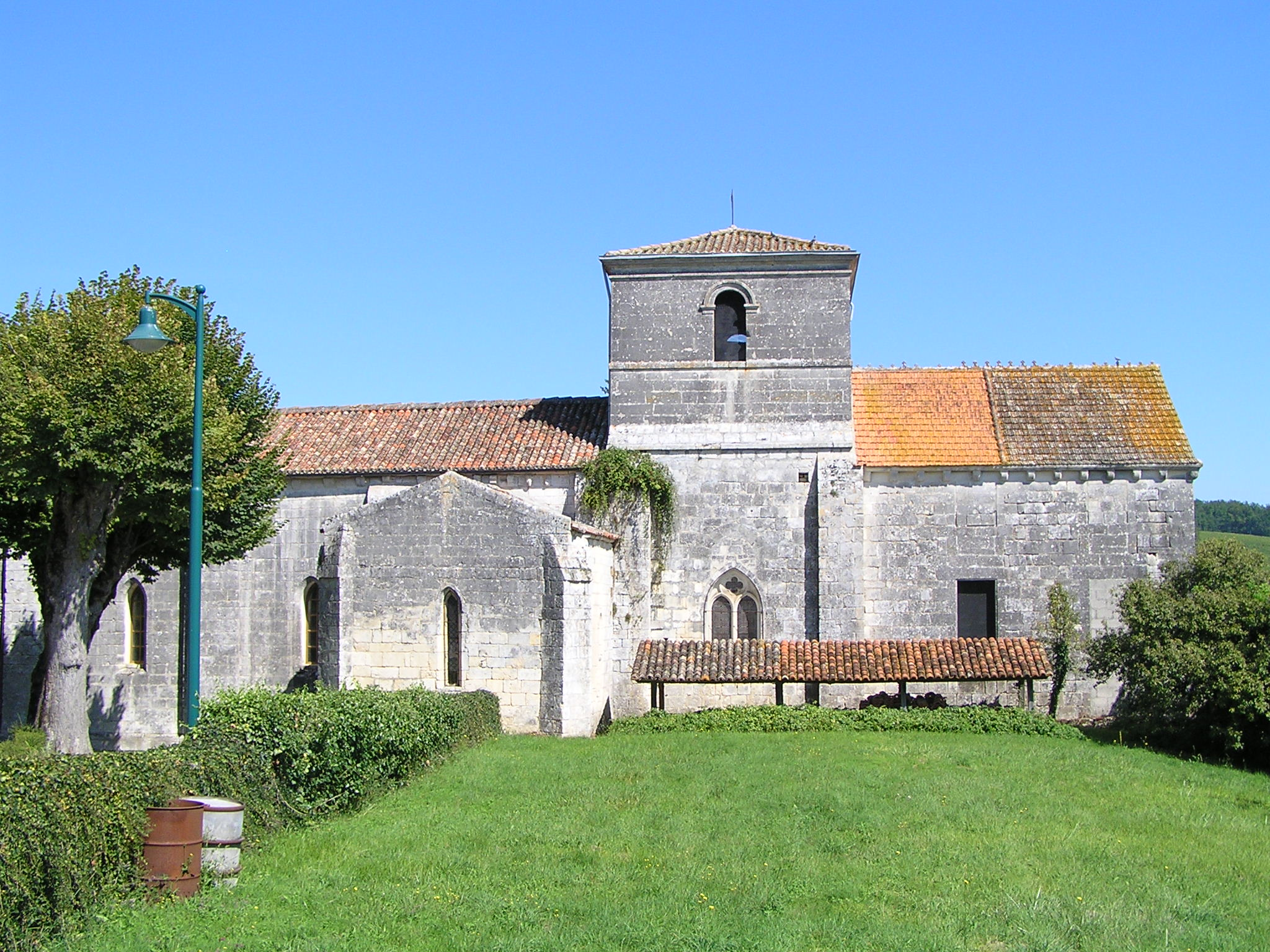
Kirche Saint-Pierre

### Pfarrkirche Saint-Pierre

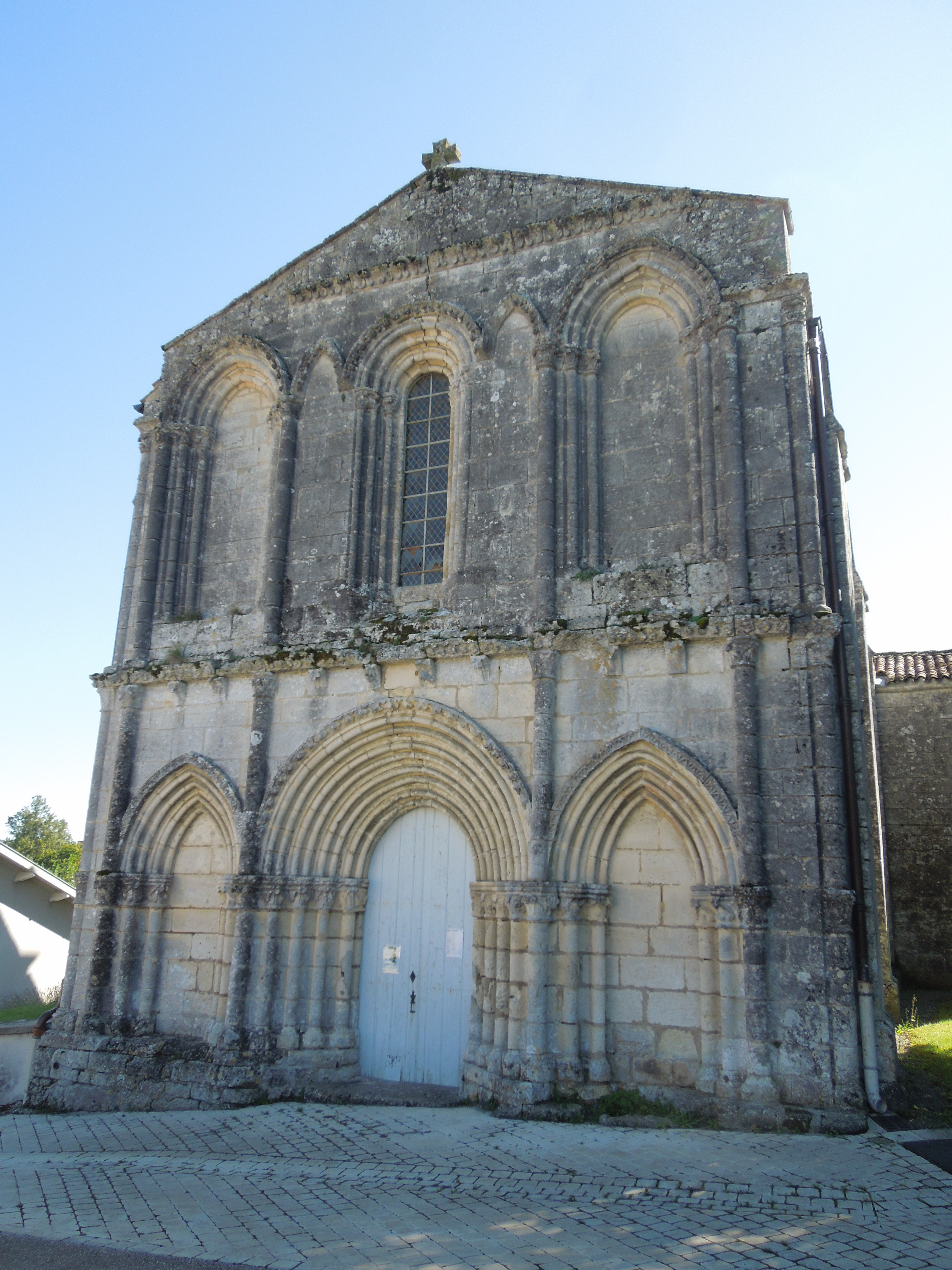
Die Westfassade der Kirche

Die Pfarrkirche Saint-Pierre mit ihrer heute nicht mehr zugänglichen Krypta stammt aus dem Ende des 12. oder der Anfangszeit des 13. Jahrhunderts und wurde wahrscheinlich an der Stelle eines kleineren Vorgängerbaus errichtet. Die Westfassade ist seit 1952 als Monument historique (historisches Baudenkmal) klassifiziert. Der romanische Bau bestand praktisch unverändert bis 1845, als der Glockenturm über der Vierung einstürzte und dabei auch die Kuppel des Querschiffs und das Chorgewölbe einriss. Der Chor wurde zunächst aufgegeben und die Vierung wurde 1847 ohne Turmaufsatz erneuert. Erst 1893 wurde der Chor erneuert und der heutige niedrige, quadratische Glockenturm auf die Vierung gebaut.
Der Grundriss der Kirche ist kreuzförmig, mit einem einzigen Kirchenschiff und einer kleinen, Anfang des 16. Jahrhunderts am nördlichen Querschiff angebauten Seitenkapelle. Das Hauptschiff ist von einem Tonnengewölbe überspannt, dessen Gurtbogen auf runden Säulen, durch Pilaster unterstützt, aufsitzen. Die Seitenwände haben Blendarkaden, deren Bögen ebenfalls auf runden Säulen, unterstützt durch Pilaster, aufsitzen. Die Kapitelle sind verziert. Das südliche Querschiff wird von einem aus dem 14. Jahrhundert stammenden Gewölbe mit vier Rippen, das nördliche von einem Rippengewölbe mit Liernen bedeckt. Die kleine Kapelle am nördlichen Querschiff war laut Überlieferung die der Schlossherren von Le Breuil; sie wurde gegen Ende des 15. Jahrhunderts zu angebaut und hat ein Spitzbogenportal.
In der Westfassade befindet sich ein zentrales Stufenportal mit vier Rundbögen auf vier halbrunden Säulen mit Kapitellen. Rechts und links befinden sich zwei blinde Türen, die von ebenfalls auf halbrunden Säulen mit Kapitellen ruhenden Spitzbögen überspannt sind. Vier halbrunde Säulen, beiderseits des Portals und an den äußeren Enden der Fassade, steigen an der Fassade empor und umrahmen in deren oberer Hälfte mittig ein großes Rundbogenfenster und beiderseits davon jeweils ein rundbogiges Blindfenster.

### Schloss Le Breuil

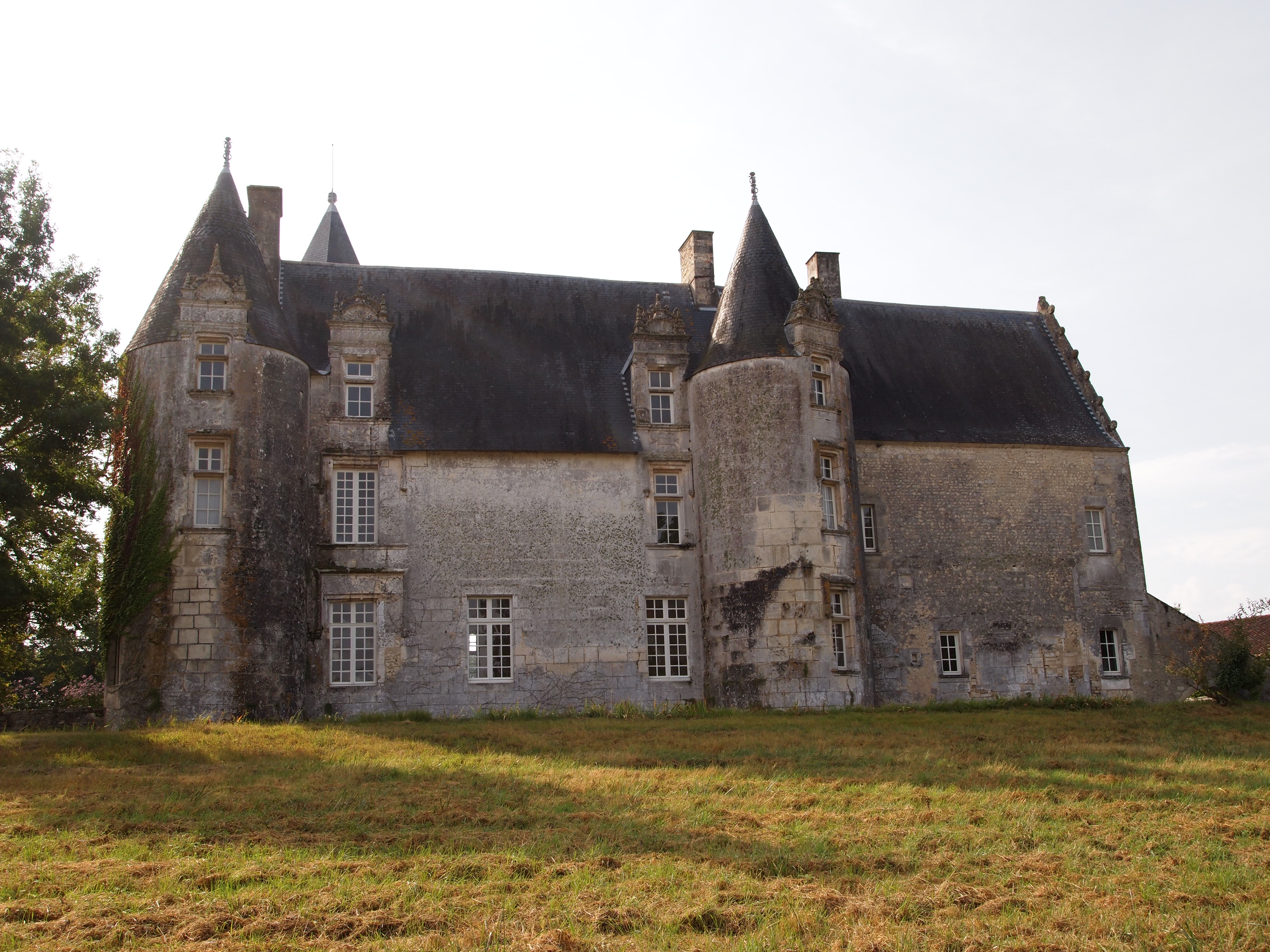
Schloss Le Breuil

Das von einem durch den Bach Collinaud gespeisten Wassergraben umgebene Schloss Le Breuil wurde um 1520 durch Philippe d’Ingrandes errichtet, der dort von 1508 bis 1532 lebte. Es befindet sich in Privatbesitz und ist nicht öffentlich zugänglich.
Die Nordfassade wird von zwei runden Fassadentürmen dominiert, einer an der Nordostecke, der andere in der Mitte. Der sich von dort nach Südwesten erstreckende und an seiner Nordseite wesentlich schmuckloser ausgeführte Teil des Schlosses wurde erst nach Fertigstellung des Nordostteils und der beiden Türme gebaut. Die Lukarnen der beiden Türme und des Dachs im Nordostflügel sind reich verziert, u. a. mit Renaissance-Rocaillen. Auch die Fenster der fünfachsigen, der Terrasse und dem Hof zugewandten gesamten Südseite sind reich gestaltet. An der Nordwestecke des Baus steht ein sechseckiger, zur Terrassenseite an seinen Fenstern und der Lukarne reich verzierter Treppenturm mit Kegeldach, das den First des Schlosses und die Dächer der anderen Türme überragt. An seiner Westseite befindet sich ein zweigeschossiger, halbrunder Erker mit eigenem Kegeldach, der eine Wendeltreppe zum Dachraum des Turms enthält. An den Treppenturm schließt sich ein im rechten Winkel nach Süden über den Wassergraben hinweg angebauter, zweistöckiger Wirtschaftstrakt an.

## Persönlichkeiten
- Marcelle Nadaud, Lehrerin in Bonneuil im Jahre 1940; aktiv in der Résistance gegen die deutsche Besatzung im Zweiten Weltkrieg; deportiert und im KZ Ravensbrück am 12. April 1944 umgekommen.
- Jules Noblet, Bürgermeister von Bonneuil 1939–1944, und seine Frau Berthe; aktiv in der Résistance gegen die deutsche Besatzung im Zweiten Weltkrieg; deportiert und im KZ Neuengamme am 26. November 1944 bzw. im KZ Ravensbrück Ende 1944 umgekommen.